# Totovo Selo
Totovo Selo (en serbe cyrillique : Тотово Село ; en hongrois : Tóthfalu) est un village de Serbie situé dans la province autonome de Voïvodine. Il fait partie de la municipalité de Kanjiža dans le district du Banat septentrional. Au recensement de 2011, il comptait 613 habitants.

## Démographie

### Évolution historique de la population
| 1948  | 1953  | 1961  | 1971  | 1981 | 1991 | 2002 | 2011 |
| ----- | ----- | ----- | ----- | ---- | ---- | ---- | ---- |
| 1 038 | 1 161 | 1 214 | 1 073 | 923  | 765  | 709  | 613  |

|  |